# Samuel Bamba
Samuel Bamba (* 13. Februar 2004 in Ahlen) ist ein deutscher Fußballspieler. Er steht beim VfL Bochum unter Vertrag, zuvor war er seit dem Alter von neun Jahren bei Borussia Dortmund aktiv. 2023 gab der Offensivspieler mit 19 Jahren sein Debüt in der U23 sowie der A-Mannschaft des BVB. Bamba durchlief mehrere Junioren-Nationalmannschaften des DFB.

## Karriere

### Verein
Nach seinen Anfängen in der Jugendabteilung von Rot Weiss Ahlen wechselte Bamba im Sommer 2013 in die Jugendabteilung von Borussia Dortmund. Für seinen Verein bestritt er in der Folge 20 Spiele in der B- sowie 29 Spiele in der A-Junioren-Bundesliga. In Letzterer wurde der Spieler mit Mitspielern wie Silas Ostrzinski, Tom Rothe und Jamie Bynoe-Gittens im Frühjahr 2022 deutscher Meister. In der UEFA Youth League gelang es dem Stürmer und seinen Mannschaftskollegen in den Spielzeiten 2021/22 und 2022/23, jeweils ins Viertelfinale zu kommen, was zuvor keine A-Junioren-Mannschaft der Borussia geschafft hatte. 2022/23 schoss Bamba in der Gruppenphase der Youth League ein Tor und im Achtelfinale gegen Paris Saint-Germain das 1:1, woraufhin man den Gegner im anschließenden Elfmeterschießen bezwang. Hierbei traf Bamba wie alle anderen Dortmunder Schützen auch.
Am vorletzten Spieltag der Drittligasaison 2022/23 Ende Mai 2023 lief der Offensivspieler erstmals für die U23 des BVB auf, als er gegen den späteren Absteiger SpVgg Bayreuth zu einer Einwechslung kam. Bereits seit März hatte er mit der von Edin Terzić trainierten Bundesligamannschaft trainiert. Ein halbes Jahr später kam Bamba dann in den letzten beiden Spielen der ersten Mannschaft vor der Winterpause jeweils nach Einwechslungen aufs Feld und debütierte somit auch in der Bundesliga.
Nach seinem Vertragsende wechselte Bamba zur Saison 2024/25 ablösefrei zum Bundesligisten VfL Bochum, bei dem er einen Vertrag bis zum 30. Juni 2027 unterschrieb.

### Nationalmannschaft
Bamba bestritt seit 2019 für die U15, U16, U17 und U18 des DFB insgesamt 14 Spiele, bei denen ihm zwei Tore gelangen.

## Erfolge
- Deutscher A-Junioren-Meister: 2022
- Meister der A-Junioren-Bundesliga West: 2022, 2023

## Persönliches
Bambas Vater Musemestre war ebenfalls Profifußballer und absolvierte von 1996 bis 2007 mehr als 300 Regionalliga- und Zweitligaspiele für LR Ahlen sowie den Nachfolgerverein Rot Weiss Ahlen, in dessen Jugend Samuel seine Laufbahn begann.